# William Bersani da Costa
Pour les articles homonymes, voir Bersani.
William Bersani da Costa dit William est un joueur brésilien de volley-ball né le 2 juillet 1984 à Santo André (État de São Paulo). Il mesure 1,90 m et joue réceptionneur-attaquant ou libéro.

## Clubs
| Club                                                   | De        | À         |
| ------------------------------------------------------ | --------- | --------- |
| ABC/São Caetano                                        | 2004-2005 | 2004-2005 |
| Wizard Campinas                                        | 2005-2006 | 2005-2006 |
| Ingá/Alvares                                           | 2006-2007 | 2006-2007 |
| Arona Tenerife Sur                                     | 2007-2008 | 2008-2009 |
| Narbonne Volley                                        | 2009-2010 | 2011-2012 |
| Asnières Volley 92                                     | 2012-2013 | 2012-2013 |
| Paris Volley                                           | 2013-2014 | 2013-2014 |
| Nice Volley-Ball                                       | 2014-2015 | 2014-2015 |
| Martigues Volley-Ball                                  | 2015-2016 | 2019-2020 |
| Avignon Volley-Ball                                    | 2020-2021 | 2021-2022 |
| Saint Denis Olympique Volley Ball ( Île de la Réunion) | 2022-2023 | ...-...   |

## Palmarès
- Coupe de la CEV (1)
  - Vainqueur : 2014
- Championnat de France
  - Finaliste : 2014
- Coupe de France
  - Finaliste : 2014